# Liste der Biografien/Brax
Liste der Biografien |
Portal Biografien |
Personensuche
# |
A |
B |
C |
D |
E |
F |
G |
H |
I |
J |
K |
L |
M |
N |
O |
P |
Q |
R |
S |
T |
U |
V |
W |
X |
Y |
Z |
?
 
Ba |
Be |
Bd |
Bg |
Bh |
Bi |
Bj |
Bl |
Bm |
Bn |
Bo |
Br |
Bs |
Bu |
Bw |
By |
Bz
 
Bra |
Brc |
Brd |
Bre |
Brg |
Bri |
Brj |
Brk |
Brl |
Brn |
Bro |
Brp–Brt |
Bru |
Brv |
Bry |
Brz
 
Braa |
Brab |
Brac |
Brad |
Brae |
Braf |
Brag |
Brah |
Brai |
Braj |
Brak |
Bral |
Bram |
Bran |
Brao |
Braq |
Brar |
Bras |
Brat |
Brau |
Brav |
Braw |
Brax |
Bray |
Braz
Die Liste der Biografien führt alle Personen auf, die in der deutschsprachigen Wikipedia einen Artikel haben. Dieses ist eine Teilliste mit 19 Einträgen von Personen, deren Namen mit den Buchstaben „Brax“ beginnt.

## Brax
- Brax, Tuija (* 1965), finnische Politikerin, Mitglied des Reichstags

### Braxa
- Braxatoris, Willem, franko-flämischer Komponist der frühen Renaissance

### Braxe
- Braxein, Fabian Abraham von (1722–1798), preußischer Staats- sowie Kriegsminister und Mitglied der Königlich-Preußischen Regierung
- Braxenholm, Per (* 1983), schwedischer Eishockeyspieler
- Braxenthaler, Hans (1893–1937), deutscher Gewerkschafter und NS-Opfer
- Braxenthaler, Martin (* 1972), deutscher Monoskifahrer

### Braxm
- Braxmaier, Rainer (* 1949), deutscher Maler, Zeichner, Kunsterzieher und Autor
- Braxmaier, Wolfram (* 1922), deutscher Jurist, Richter am Bundesgerichtshof

### Braxt
- Braxtan, Hank (* 1980), US-amerikanischer Filmschaffender und Filmschauspieler
- Braxton, Anthony (* 1945), US-amerikanischer Komponist und Multiinstrumentalist des Modern Creative
- Braxton, Carter (1736–1797), US-amerikanischer Gründervater
- Braxton, Edward Kenneth (* 1944), US-amerikanischer Geistlicher und römisch-katholischer Bischof von Belleville
- Braxton, Elliott M. (1823–1891), US-amerikanischer Politiker
- Braxton, Kara (* 1983), US-amerikanische Basketballspielerin
- Braxton, Keith (* 1997), US-amerikanischer Basketballspieler
- Braxton, Tamar (* 1977), US-amerikanische R&B-Sängerin
- Braxton, Toni (* 1967), US-amerikanische Soul- und R&B-SängerinToni Braxton (* 1967)

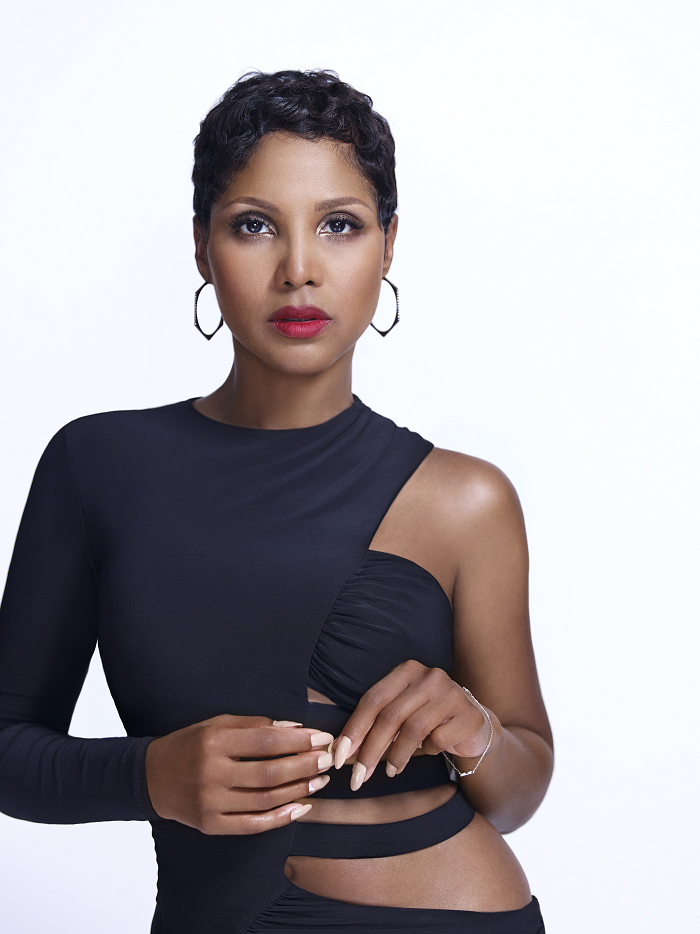
Toni Braxton (* 1967)

- Braxton, Tyondai (* 1978), amerikanischer Musiker (Keyboards, Gitarre, Gesang, Komposition)
- Braxton, Tyrone (* 1964), US-amerikanischer American-Football-Spieler